# 瑞希早苗
瑞希 早苗（みずき さなえ）は日本の女性声優。主にアダルトゲームに声をあてている。

## 出演作品
太字は主役・メインキャラクター

### ゲーム

#### 2002年
- 君のもとへ…（大鳥春菜）

#### 2003年
- 贄狩ノ痕（五百旗渚）
- 告白の甘い罠（由佳）
- パラレルの恋人（都築真実）[1]

#### 2004年
- 黒薔薇は夜に咲く（マリーツィア）
- 魔法はあめいろ?（菊菱花苗）[2]
- 夕緋ノ向コウ側
- 凌辱ゲリラ狩り2（ミスティ・オニール）[3]

#### 2005年
- 気になるルームメイト（朝霧麗）[4]
- 盗んで My Heart（藤ノ宮兎々子）[5]
- ひっぱりっこ 〜姉妹がHバトル?!〜（引山穂鳥）[6]
- Hidden 〜秘められた欲望〜 フルボイス限定（朝倉涼子）[7]
- 優姉といっしょ（宮崎あかり）[8]

#### 2006年
- ガンガン生射ち2 学園妊娠物語（トモミ）